# Janheinz Jahn
Pour les articles homonymes, voir Jahn.
Janheinz Jahn (né le 23 juillet 1918 à Francfort-sur-le-Main, mort le 20 octobre 1973 à Messel) est un écrivain et traducteur allemand qui fait connaître la littérature de l'Afrique subsaharienne en Allemagne.

## Biographie
Dans les années 1930, il étudie le théâtre et la langue arabe à Munich puis durant deux ans l'histoire de l'art à Pérouse. En 1939, il est enrôlé dans la Wehrmacht, mais ensuite il devient comédien et guide culturel pour les soldats. En 1946, il est fait prisonnier par les Anglais pour qui il devient interprète. 
Après la guerre, il écrit et est conférencier. En 1949, il publie Diwan aus Al-Andalus, une collection d'adaptations d'œuvres de poètes hispano-arabes du 10e au 13e siècles.
En 1951, il rencontre Léopold Sédar Senghor à Francfort. Par la suite, il se consacre à une collection de littérature africaine et à la négritude. De 1966 à 1968, il est secrétaire du PEN club en Allemagne. Senghor le nomme consul honoraire du Sénégal.
En 1968, son épouse se suicide après avoir tué un de leurs deux enfants. Il se remet en couple avec Ulla Schild, professeur de littérature.
En 1970, il reçoit le Prix Johann Heinrich Voß pour la traduction de la Deutsche Akademie für Sprache und Dichtung.
Il ouvre un séminaire d'études africaines à l'université Humboldt de Berlin. À sa mort, il lègue sa bibliothèque à l'institut d'ethnologie et d'études de l'Afrique de l'université Johannes Gutenberg de Mayence.

## Œuvre (sélection)
- 1954: Schwarzer Orpheus. Anthologie moderner afrikanischer und afroamerikanischer Poesie. 49 Gedichte von 28 Autoren aus 12 afrikanischen Staaten, insgesamt 161 Gedichte von 82 Autoren.
- 1958: Muntu. Umrisse der neoafrikanischen Kultur. Philosophische und kognitive Konzepte in afrikanischen und afroamerikanischen Kulturen. In viele Sprachen übersetzt, galt in den USA als die „Bibel der Schwarzen“.
- 1960: Durch afrikanische Türen. Erlebnisse und Begegnungen in Westafrika (Reisebericht).
- 1964: Schwarzer Orpheus. Erweiterte Neuausgabe, 110 Gedichte von 60 Autoren aus 23 afrikanischen Staaten. 256 Gedichte, 133 Autoren.
- 1965: Gesamtbibliographie der neoafrikanischen Literatur.
- 1966: Geschichte der neoafrikanischen Literatur, Eine Einführung.

### Édition en français
- Muntu : l'homme africain et la culture néo-africaine, traduction par Brian de Martinoir, Ed. du Seuil, coll. Les univers, 1961.
- Manuel de littérature néo-africaine du XVIe siècle à nos jours, de l'Afrique à l'Amérique, traduction de Geschichte der neoafrikanischen Literatur par Gaston Bailly, Éditions Resma, 1969.

## Source, notes et références
- (de) Cet article est partiellement ou en totalité issu de l’article de Wikipédia en allemand intitulé « Janheinz Jahn » (voir la liste des auteurs).